# Братківці (гміна)
Братківська гміна — колишня (1934—1939 рр.) сільська гміна Стрийського повіту Станиславівського воєводства Польської республіки (1918—1939) рр. Центром гміни було село Братківці.
Братківську гміну було утворено 1 серпня 1934 р. у межах адміністративної реформи в ІІ Речі Посполитій із суміжних сільських гмін: Бережниця, Братківці, Довге, Фалиш, Нижня Лукавиця, Верхня Лукавиця, Нижній Нинів (тепер — Долішнє), Верхній Нинів (тепер — Горішнє), Пехерсдорф (нім. Pechersdorf; тепер — Смоляний), Семигинів, Стрілків, Станків i Жулин.